# Contoïdes et vocoïdes
Cette page contient des caractères spéciaux ou non latins. S’ils s’affichent mal (▯, ?, etc.), consultez la page d’aide Unicode.
Les contoïdes et vocoïdes sont à la phonétique ce que les consonnes et les voyelles sont à la phonologie.
Ainsi, il serait plus correct de qualifier le son [a] de vocoïde et le phonème /a/ de voyelle.
De même, le son [b] serait un contoïde et le phonème /b/ une consonne.